# Casone Barenon
Die Insel Casone Barenon oder Cason Barenon befindet sich im Süden der Lagune von Venedig. Sie gehört zur Gemeinde Campagna Lupia und hat eine Fläche von 1.639 m² oder 0,1639 ha. Sie liegt im Valle di Barenon, am Ausgang des Canale della Cavandola im Westen der Lagune. 
Auf der Insel befindet sich ein einziges Haus, das jedoch stark verfallen ist. Diese Art von Häusern wird als Cason(e) di pesca bezeichnet; diese Häuser gelten als die einfachsten, und wohl auch ältesten baulichen Strukturen auf den Inseln. Sie dienen den Fischern (pescatori) als Unterkunft, Lager und Anlegestelle für ihre Boote. Dabei bedeutet ‚casone‘, abgeleitet von ‚casa‘, ‚großes Haus‘. Spätestens Mitte des 16. Jahrhunderts war die Bezeichnung bekannt, denn sie erscheint bei Cristoforo Sabbadino, dem Beauftragten für die venezianischen Gewässer.
Zwischen 1810 und 1840 entstand der Casone Barenon, womit das schlecht erhaltene Gebäude wohl das älteste seiner Art in der Lagune ist. Heute wird die Insel gelegentlich noch von Fischern aufgesucht und hin und wieder von Besuchern.
Im Gebiet um die Insel findet man in manchen Jahren zahlreiche Alpenstrandläufer, doch schwanken die Bestände extrem stark, so dass in manchen Jahren gar keine Vögel dieser Art anzutreffen waren.